# Montepaolo

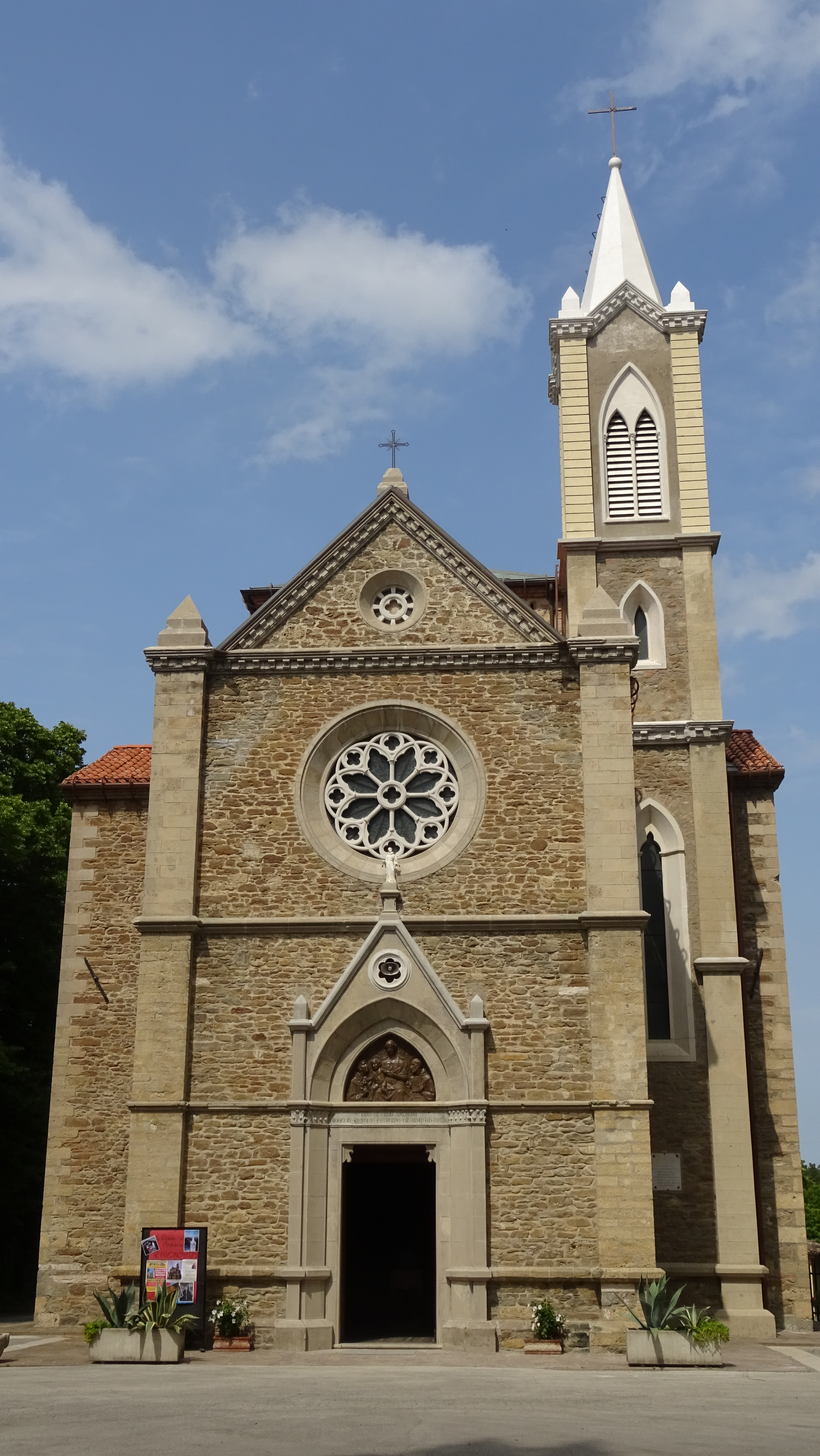
Facciata della chiesa

Montepaolo è una località che si trova a sette chilometri da Dovadola (presso Forlì) ed ospita un eremo dedicato a Sant'Antonio di Padova, che costituisce il più importante santuario antoniano dell'Emilia-Romagna.

## Sant'Antonio a Montepaolo
La storia di Montepaolo è indissolubilmente legata a quella di sant'Antonio, che per due volte fu presente in questo luogo.
Antonio di Padova nella primavera del 1221 incontrò san Francesco ad Assisi, dove si era svolto il capitolo dei frati minori. Terminato il capitolo, il giovane portoghese fu notato da frate Graziano, che le fonti antoniane qualificano con il titolo di ministro dei frati minori di Romagna, il quale inviò Antonio proprio in un eremo a Montepaolo, dove già risiedeva una piccola comunità di frati. Per lo studio e la preghiera personale, Antonio usava una grotta naturale che era presente sulla collinetta boscosa dell'eremo. Nel 1222, dopo una sorprendente e inaspettata predica da lui tenuta per obbedienza al vescovo, a Forlì, e che costituì la sua prima predica pubblica, Antonio fu chiamato a svolgere a tempo pieno il servizio di predicatore e dovette lasciare Montepaolo.
Vi soggiornò una seconda volta per breve tempo nel 1228 quando, diventato Provinciale dell'Ordine, dovette compiere la visita canonica presso tutte la comunità della propria provincia.

## Storia del santuario
I frati francescani nel corso degli anni abbandonarono l'eremo, e l'accesso stesso alla grotta nel XVII secolo fu impedito da una frana. Nel 1629 il nobile Giacomo Paganelli di Castrocaro fece costruire sulla collina di Montepaolo una cappella in onore a sant'Antonio di Padova, come ex voto. Nel 1790 la cappella venne ampliata, vi si costruì accanto una casa canonica mentre la grotta veniva resa di nuovo accessibile; ma solo nel 1898 i frati tornarono ad abitare l'antico eremo. Il 15 agosto 1905, la grotta, oggetto di ulteriori lavori di restauro, venne benedetta, mentre, il 29 giugno 1908, il Vescovo di Forlì Raimondo Jaffei, amministratore della Diocesi di Modigliana, pose la prima pietra del nuovo Santuario, che fu consacrato, il 7 settembre 1913, dal vescovo di Modigliana Luigi Capotosti.
Nel 1932 si completò la costruzione del campanile annesso alla Chiesa, neogotica.
Verso la metà degli anni Novanta, vi giunse come rettore padre Ernesto Caroli, che restaurò il Santuario e vi ravvivò la vita spirituale rimanendo in carica fino al 2003.

## Montepaolo oggi
Dopo la partenza della comunità francescana dei Frati minori, l'eremo è oggi abitato dalle Monache clarisse, precedentemente dimoranti nel Monastero di santa Chiara di Faenza.
All'interno della chiesa è custodita una reliquia del Santo, recentemente prelevata dal corpo custodito presso la Basilica di Sant'Antonio di Padova. Nei pressi del santuario, seguendo il "sentiero della speranza", si raggiunge la piccola cappella ("grotta"), che ricorda il luogo in cui il Santo secondo la tradizione si raccolse in preghiera. Il "viale dei mosaici" mostra invece la storia del santuario.

## Il Cammino di Sant'Antonio e di Assisi
L'eremo di Montepaolo è il punto di passaggio del Cammino di Sant'Antonio Archiviato il 22 aprile 2016 in Internet Archive.  che parte da Camposampiero (Pd) e dalla Basilica del Santo (Pd) e si dirige al santuario francescano de La Verna. Dall'eremo ha pure la sua partenza il pellegrinaggio detto Cammino di Assisi.
Dall’eremo transita altresì, il Cammino di Benedetta Bianchi Porro che congiunge il Duomo di Santa Croce in Forlì e l’abbazia di Sant’Andrea Apostolo in Dovadola, dove giacciono le spoglie mortali della Beata.